# Speedtreibhaus
Das Speedtreibhaus war ein Automuseum in Bayern.

## Geschichte
Der Unternehmer Horst Linn eröffnete das Museum im Februar 2015. Der Bayernkurier berichtete darüber. Das Museum befand sich im Gemeindeteil Eschenfelden von Hirschbach im Landkreis Amberg-Sulzbach. Anfangs war es an mehreren Tagen pro Woche geöffnet.
Linn starb im November 2021. Danach blieb das Museum geschlossen. 2024 wurde berichtet, dass das Museum aufgelöst wird und das Auktionshaus Classicbid die Fahrzeuge in drei Auktionen ab 28. September 2024 versteigern wird.

## Ausstellungsgegenstände
Das Museum stellte Pkw, Sport- und Rennwagen aus. Insgesamt waren es etwa 40 Fahrzeuge. Der Schwerpunkt lag bei französischen Fahrzeugen, speziell bei Renault. Besonderheit war ein Fournier-Marcadier.

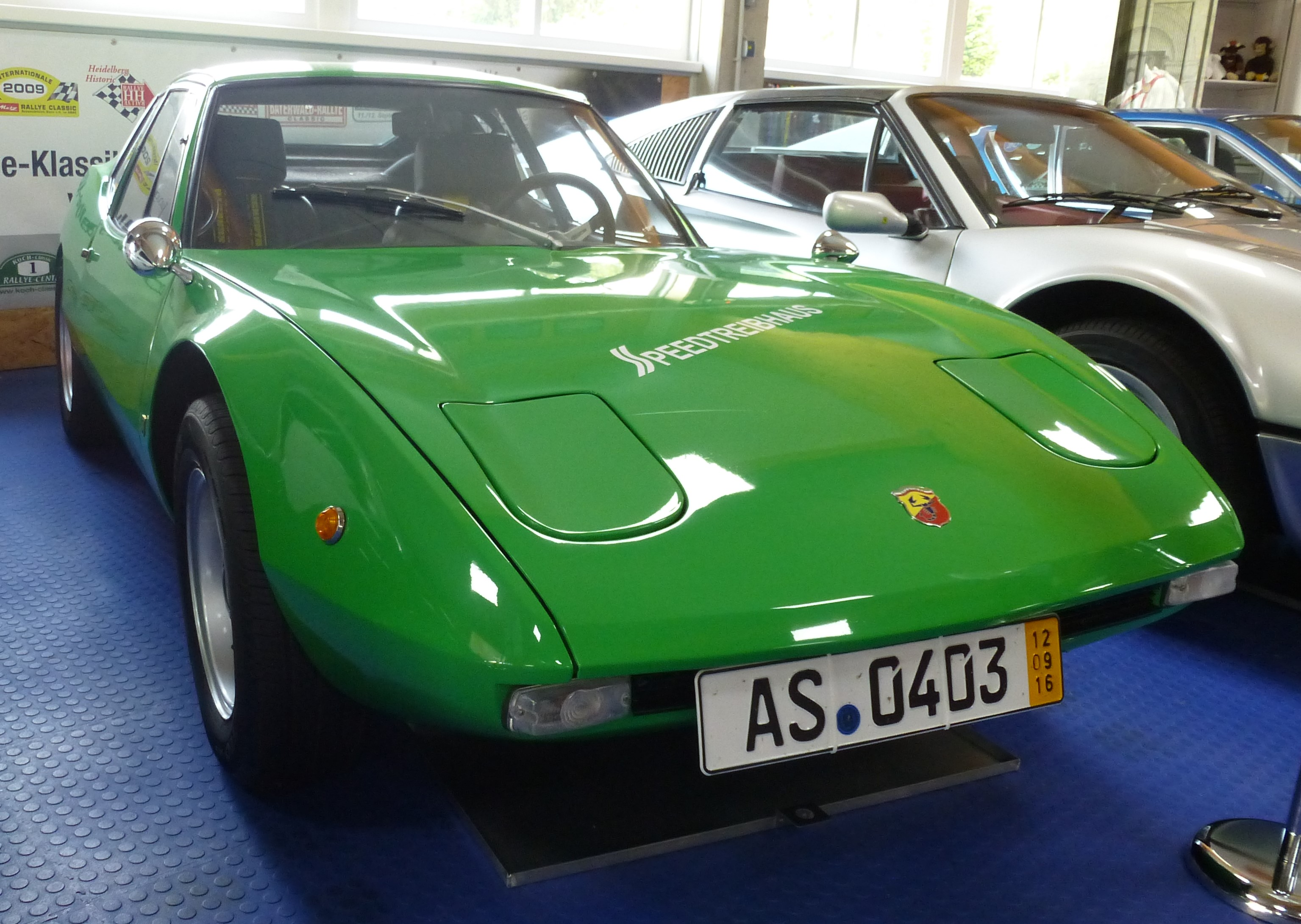
Abarth Scorpione von 1970
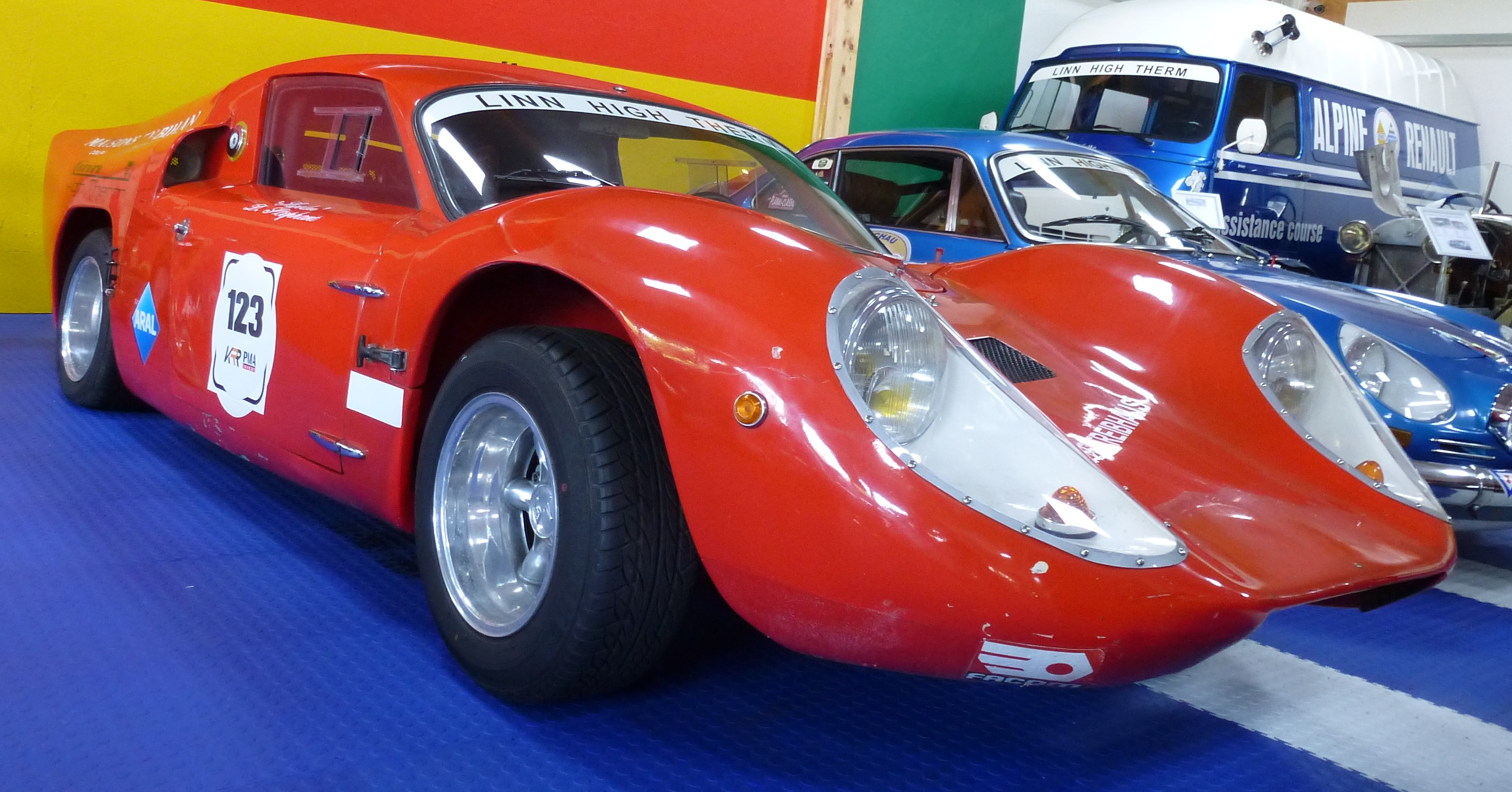
BSH
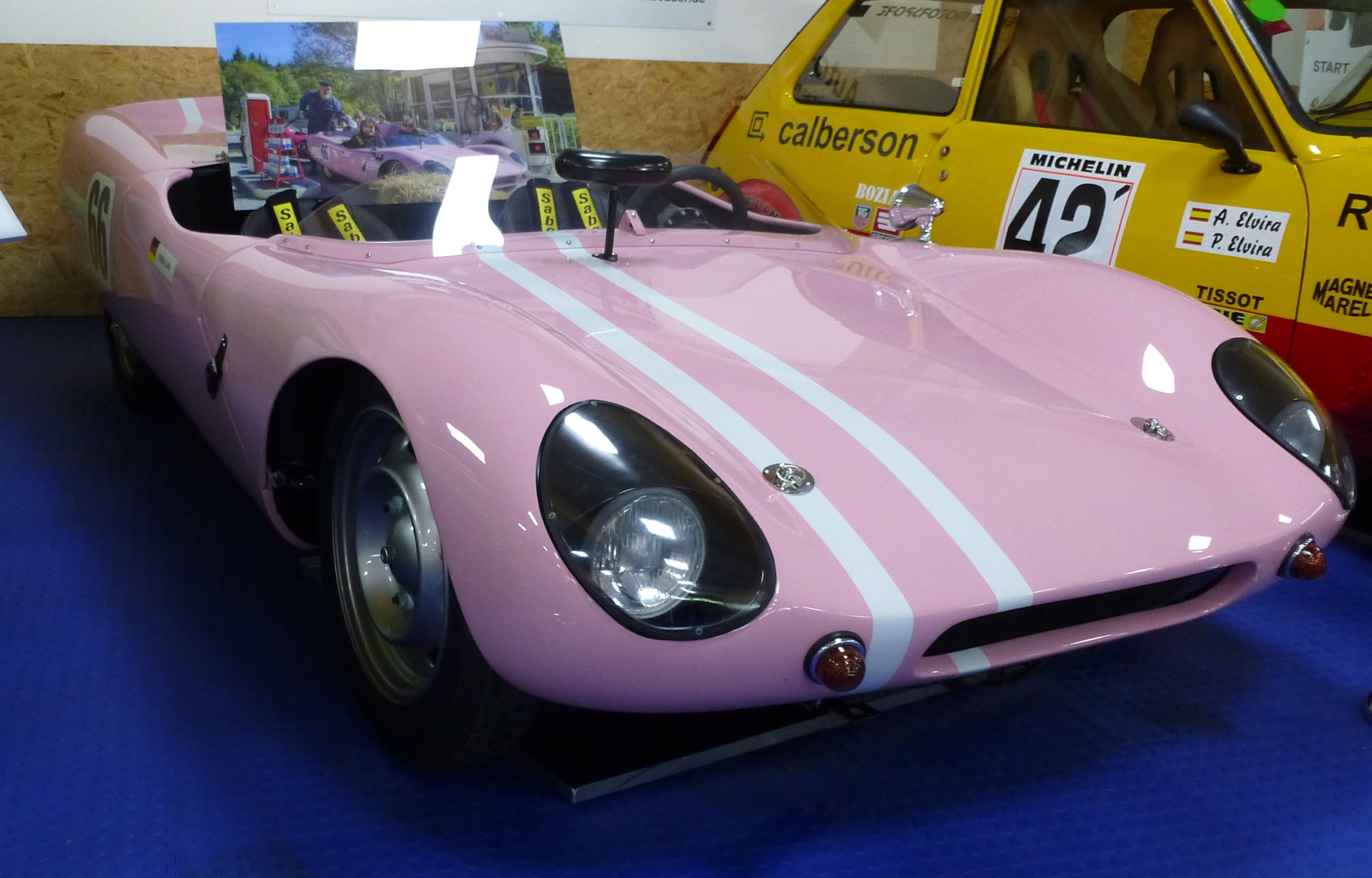
Fournier-Marcadier Barquette 1965
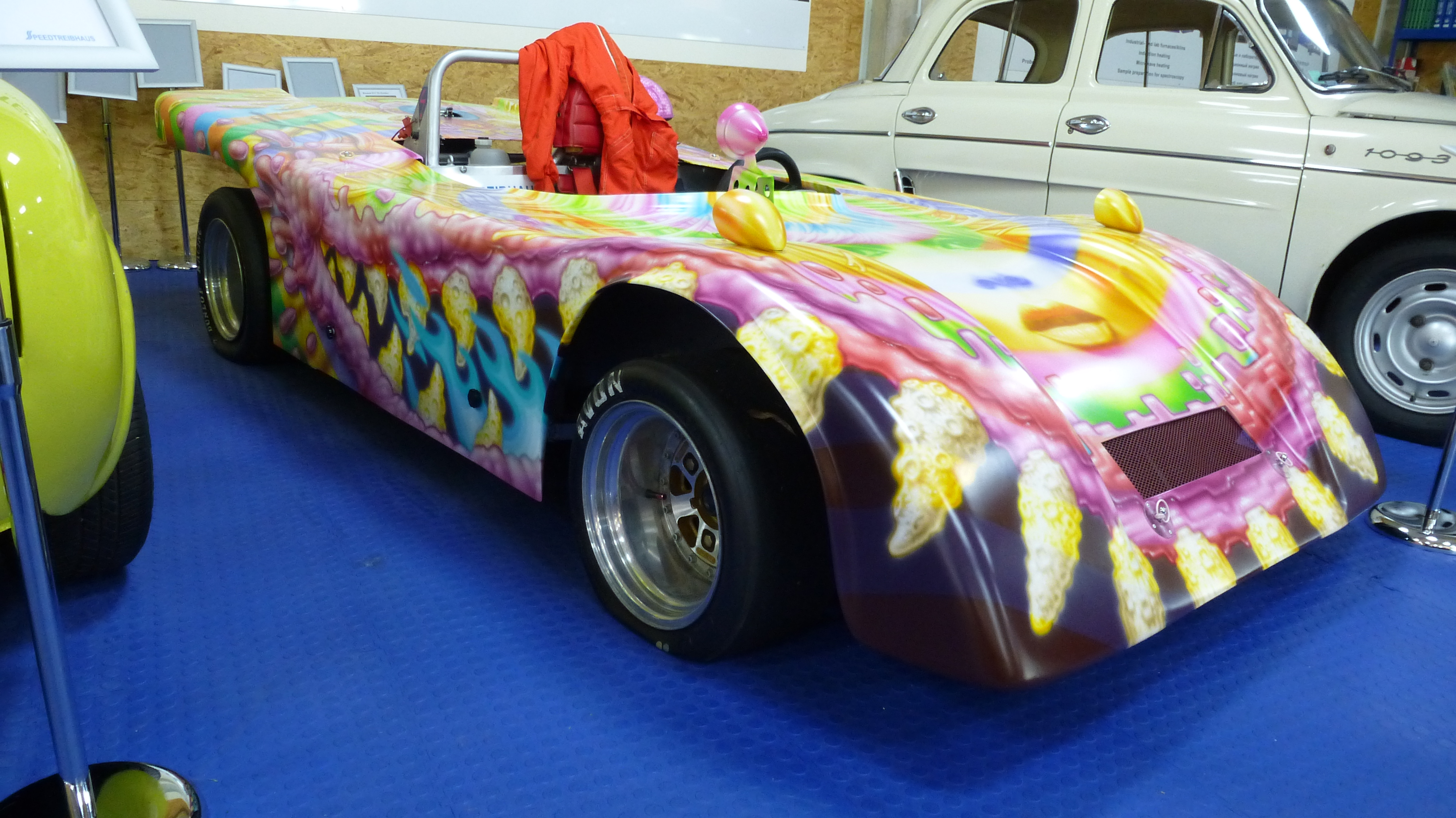
Marcadier Barquette Canam 1973
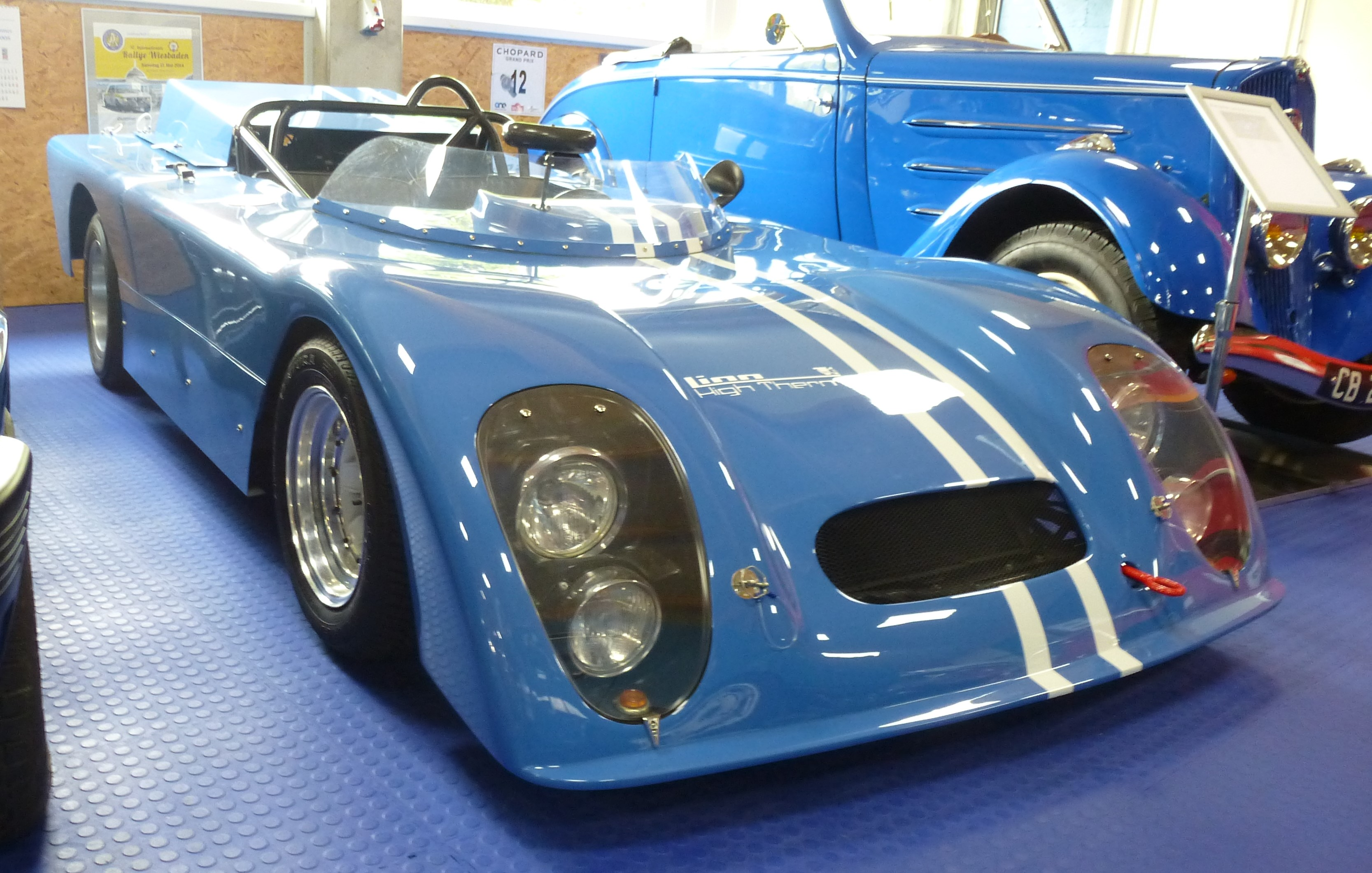
Marcadier Barquette
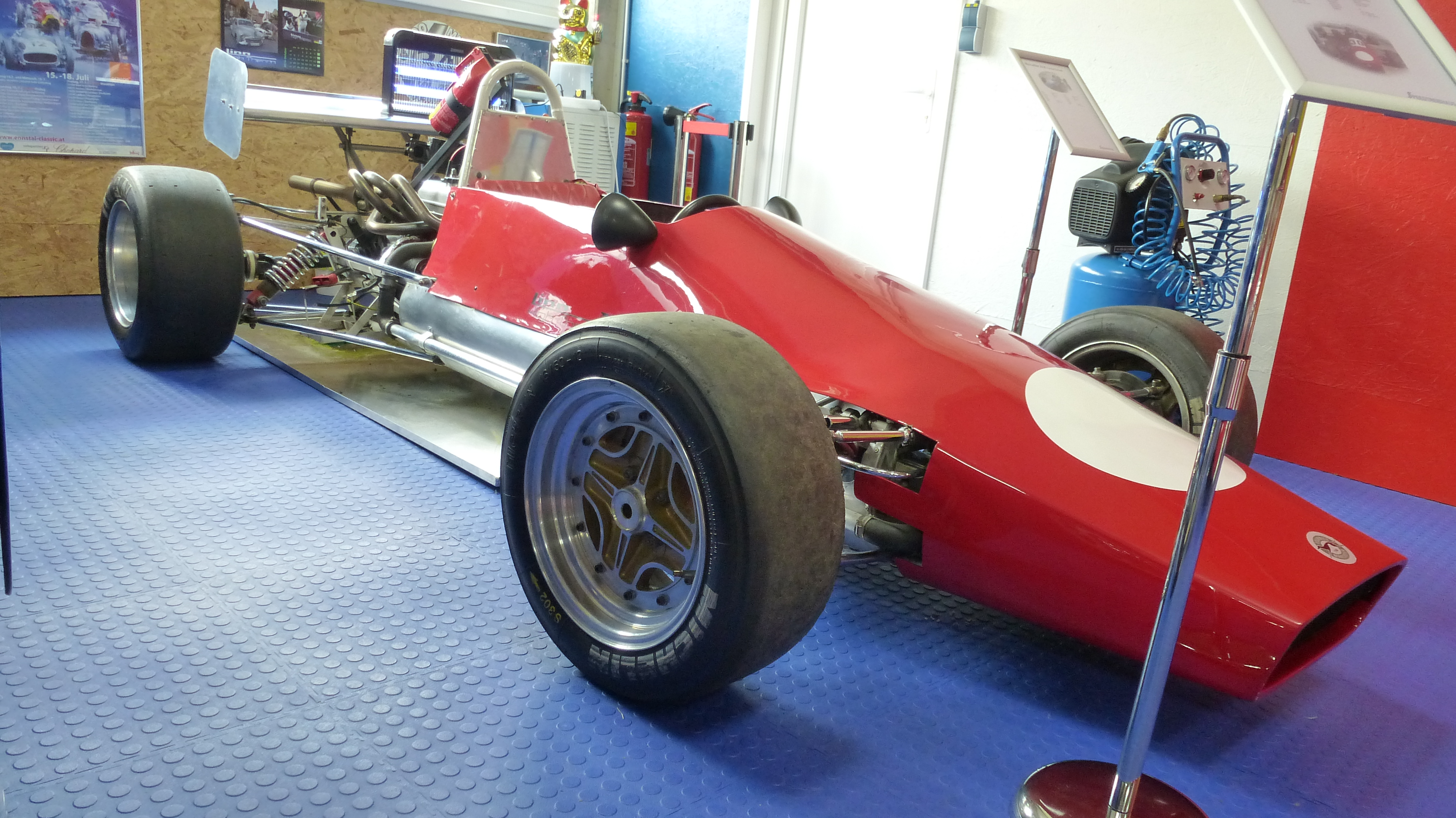
Marcadier Formel-Renault-Rennwagen
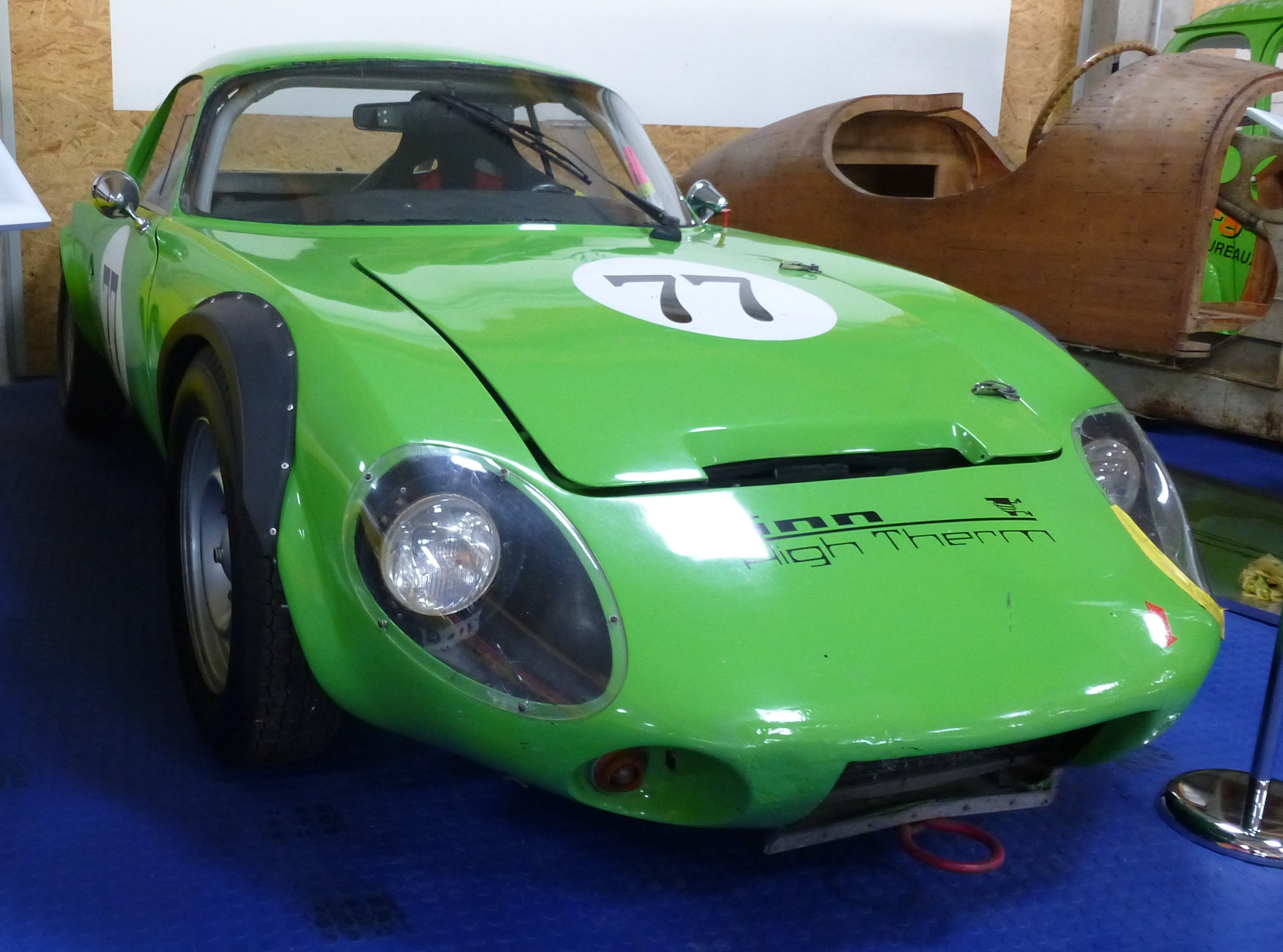
Matra-Bonnet Djet 1965
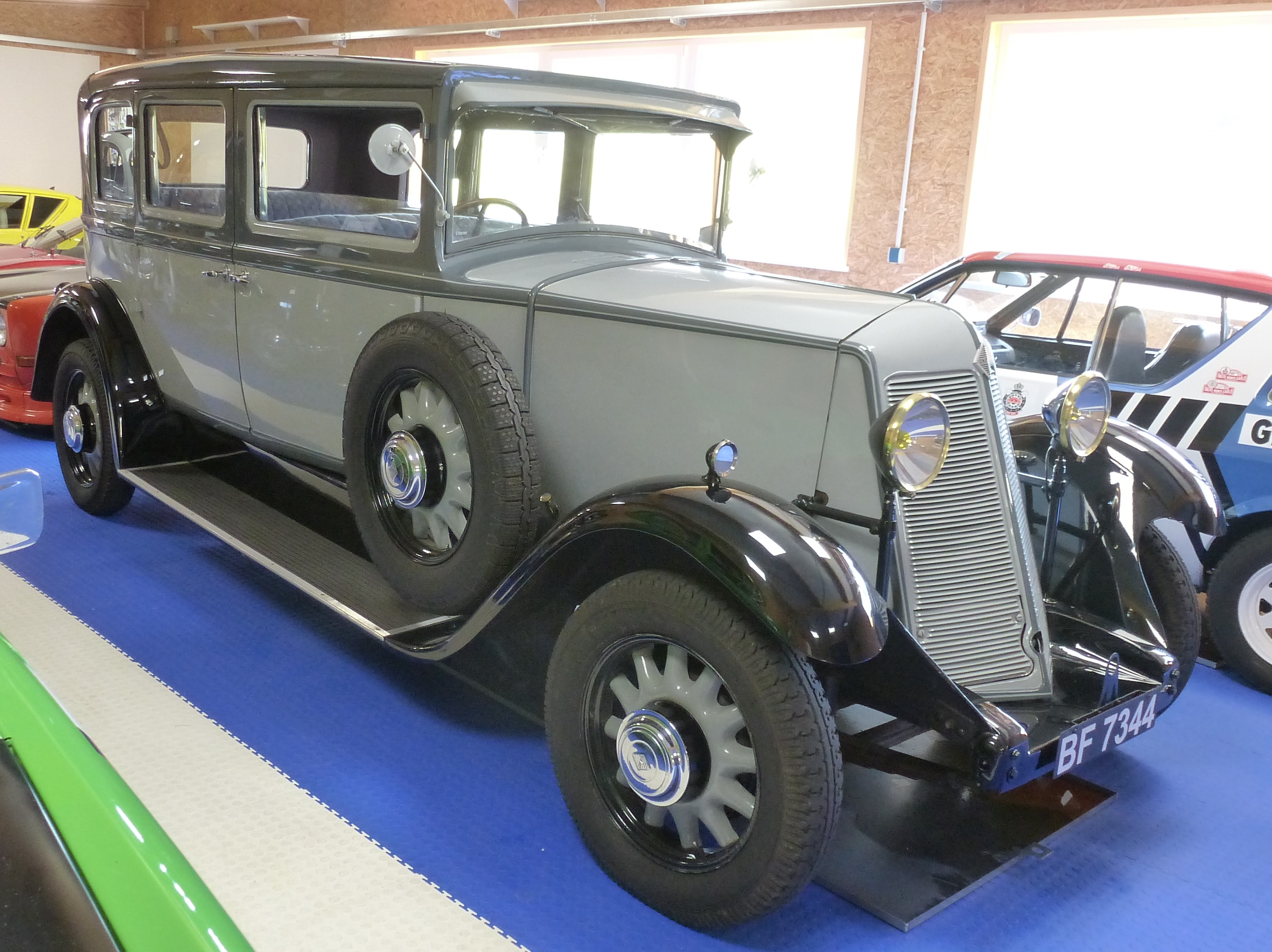
Renault Type KZ 4 1929